# Villa Rivero
Villa Rivero (auch: Pueblo Originario Aramasi oder Muela) ist eine Ortschaft im Departamento Cochabamba im südamerikanischen Andenstaat Bolivien.

## Lage
Villa Rivero ist zentraler Ort des Municipios Villa Rivero in der Provinz Punata und liegt am Südostrand der 490 km² großen fruchtbaren Hochebene des Valle Alto. Die Ortschaft liegt auf einer Höhe von 2735 m rund zehn Kilometer entfernt vom Rand der Cordillera Oriental, die östlich von Villa Rivero auf über 3600 m und nördlich von Punata auf 4100 m ansteigt.

## Geographie
Villa Rivero liegt im Übergangsbereich zwischen dem bolivianischen Altiplano im Westen und dem bolivianischen Tiefland im Osten.
Die mittlere Durchschnittstemperatur der Region liegt bei knapp 18 °C (siehe Klimadiagramm Cochabamba) und schwankt nur unwesentlich zwischen 14 °C im Juni und Juli und 20 °C im November. Der Jahresniederschlag beträgt etwa 450 mm, bei einer ausgeprägten Trockenzeit von Mai bis September mit Monatsniederschlägen unter 10 mm, und einer Feuchtezeit von Dezember bis Februar mit 90–110 mm Monatsniederschlag.

## Verkehrsnetz
Villa Rivero liegt 55 Straßenkilometer südöstlich von Cochabamba, der Hauptstadt des gleichnamigen Departamentos.
Von Cochabamba aus führt die asphaltierte Nationalstraße Ruta 7 in südöstlicher Richtung 41 Kilometer bis San Benito, von dort eine unbefestigte Landstraße über sechs Kilometer weiter nach Südosten bis Punata und noch einmal acht Kilometer weiter bis Villa Rivero.

## Bevölkerung
Die Einwohnerzahl der Ortschaft ist in den vergangenen beiden Jahrzehnten auf mehr als das Doppelte angestiegen:
| Jahr | Einwohner | Quelle       |
| ---- | --------- | ------------ |
| 1992 | 753       | Volkszählung |
| 2001 | 671       | Volkszählung |
| 2013 | 1858      | Volkszählung |
| 2024 |           | Volkszählung |

Die Region weist einen hohen Anteil an Quechua-Bevölkerung auf, im Municipio Villa Rivero sprechen 97,4 Prozent der Bevölkerung Quechua.

## Persönlichkeiten
- Gualberto Villarroel López (1908–1946), Präsident von Bolivien